# Botaikulturen
Botaikulturen är en arkeologisk kultur daterad till det fjärde årtusendet före Kristus i nuvarande Kazakstan. Botaikulturen är framförallt känd för de äldsta beläggen för hästens domesticering för omkring 5 500 år sedan.

## Boplatsområdet
Boplatsområdet ligger vid en biflod till Isjim i Kazakstan, på en plats kallad Botai, efter vilken kulturen fått sitt namn. Där upptäcktes 1980 en forntida bosättning som visade sig ha varit bebodd cirka 3700–3100 före Kristus. Boplatsområdet är cirka 15 hektar stort med tydliga spår efter grophus. Hittills (2005) har ungefär 100 hus frilagts och cirka 300 000 artefakter och flera hundratusen djurben grävts ut. Djurbenen kommer till 99,9 procent från hästar.

## Arkeologiska karaktäristika
Fyndplatsens keramik är huvudsakligen gråfärgad och oglaserad. Dekorationerna är geometriska med trianglar och romber. Punkter och cirklar användes också som dekorativa motiv.

## Ekonomi
Botaikulturen var en hästuppfödande stäppkultur. Bärarna av Botaikulturen bodde i vinterbosättningar med grophus på vintern med omkring 150-200 km mellan de olika boplatserna. Den forntida bosättningen i Botai var en sådan vinterboplats. Med vårens ankomst sökte sig invånarna till torra sandjordar i sydväst där frosten gick ur marken tidigt och där vegetationen därför började växa tidigare än vid Botai.

## Lingvistik
Botaikulturen saknade skrift och det är därför svårt att dra några slutsatser om vilken språkgrupp dess bärare tillhört. Det nära sammanhanget med hästen har lett forskare till att postulera en indoeuropeisk eller turkspråklig bakgrund. Asko Parpola menar dock att det språk som Botaikulturens bärare talade varken var indoeuropeiskt eller turkiskt.

## Hästens domesticering
Tio procent av alla hästtänder som analyserats från fyndplatsen i Botai visar förslitningsskador av bett gjorda av ben eller flätade rep. Direkta bevis för tamhästar upptäcktes 2009 när arkeologerna fann intorkade rester av kumys på krukskärvor.  Eftersom detta var de äldsta bevisen för hästens domesticering, antog forskningen att Botaihästarna var de moderna tamhästarnas direkta förfäder. Men när man med DNA-teknik försökte bevisa detta, visade det sig att Botaihästen istället är Przewalskihästens förfader. Denna är inte, som alla tidigare trott, den sista vildhästen utan en förvildad Botaihäst. De tama Botaihästarna har däremot dött ut och den moderna hästens förfader har ett annat och tillsvidare okänt ursprung.